# 윤승원 (축구 선수)
윤승원(尹勝圓, 1995년 2월 11일 ~ )는 대한민국의 축구 선수이며, 전 K리그2의 대전 하나 시티즌소속의 공격수이다. 2015년 윤현오에서 윤승원으로 개명했다.

## 클럽 경력
FC 서울의 U-18팀인 오산고등학교를 졸업 후, 2014년 K리그 신인드래프트 우선지명을 통해 FC 서울에 입단하게 되었다. 2014년 7월 김해시청으로 임대 이적을 하여 반 시즌 간 활약하였다. 이후 서울로 복귀하였으나 출전 기회를 잡지 못하다 2016 시즌 리그 우승 타이틀을 놓고 벌인 전북과의 리그 마지막 경기에서 깜짝 선발 출전하였다. 리그 종료 후 열린 수원과의 FA컵 결승 2차전 경기에서 교체 투입으로 출전하여 뒤지고 있던 경기를 연장전으로 끌고 가는 극적인 골이자 본인의 프로 데뷔골을 기록하였다. 이어진 승부차기에서는 파넨카 킥으로 골을 성공시켰으나 팀의 패배를 막지는 못하였다.
2020시즌을 앞두고 K리그2의 대전 하나 시티즌으로 이적했다.
2020시즌 종료 후 대전과 계약을 해지하였다.

## 수상 내역

### 클럽

#### FC서울
- K리그 클래식
  - 우승 1회 : 2016
- FA컵
  - 준우승 1회 : 2016